# I racconti di Edgar Allan Poe
I racconti di Edgar Allan Poe (Histoires extraordinaires) è una serie televisiva francese in 6 episodi trasmessi per la prima volta nel corso di una sola stagione nel 1981. È basata sui racconti di Edgar Allan Poe.
È una serie televisiva di tipo antologico in cui ogni episodio rappresenta una storia a sé. Gli episodi sono storie di genere horror o thriller.

## Interpreti
Gli attori principali sono: Fanny Ardant, Mathieu Carrière, Josephine Chaplin, Pierre Clémenti, Arielle Dombasle, Jean-Claude Drouot, Ginette Leclerc, Pierre Vaneck. Tutti questi interpretano i ruoli dei protagonisti degli episodi de La caduta della casa degli Usher e I delitti della Rue Morgue.

## I due episodi principali
- La caduta della Casa Usher: un uomo si ritrova in una casa in rovina che all'apparenza sembra essere disabitata. L'uomo a causa di una tempesta si è dovuto rifugiare lì e, sebbene creda che in poco tempo possa andarsene via per tornare nella sua abitazione, rimane trattenuto dal maggiordomo di famiglia. L'uomo sembra abbastanza colloquiale e tratta il signore come il suo padrone, ma ben presto l'uomo si accorge che qualcosa non va. Sembra che la casa dei Signori Usher sia piena di morti e di fantasmi e così una notte, sentendo dei rumori dalla cantina ne ha la prova. Passate altre notti, improvvisamente l'uomo si ritrova nel letto un cadavere di donna e di conseguenza anche il maggiordomo spira di schianto. L'uomo terrorizzato fugge dalla casa e voltandosi la vede rovinare a terra in un cumulo di macerie.
- I delitti della Via Morgue: in una casa in un rione povero di Londra vengono trovate morte due donne: una madre e una figlia. I cadaveri sono orribilmente mutilati e il compito di investigare su tutto viene affidato al Detective August Dupin. L'uomo scopre che nell'appartamento delle due donne vi è un passaggio segreto attraverso un camino, che tuttavia si rivela essere troppo stretto e angusto per un essere umano adulto. Compiendo ancora le sue ricerche, Dupin viene a scoprire con grande stupore che l'assassino non è altri che un orango fuggito dallo zoo, che si è armato di un rasoio e che, fuggendo dai guardiani, si è arrampicato per il condominio della Via Morgue fino ad entrare nell'appartamento delle due donne. Esposta in tribunale la sua tesi, Dupin viene trattato malissimo da tutti e il caso resta archiviato.

## Produzione
La serie fu prodotta da France Regions 3. Le musiche furono composte da Gérard Anfosso.

## Distribuzione
La serie fu trasmessa in Francia dal 7 febbraio 1981 al 12 aprile 1981 sulla rete televisiva France 3. In Italia è stata trasmessa con il titolo I racconti di Edgar Allan Poe.

## Episodi
| Stagione       | Episodi | Prima TV Francia |
| -------------- | ------- | ---------------- |
| Prima stagione | 6       | 1981             |